# Horia Stamatu
Horia Stamatu (n. 9 septembrie 1912, Vălenii de Munte – d. 7 iulie 1989, Freiburg im Breisgau) a fost un scriitor, poet, ziarist și eseist român.

## Biografie
Horia Stamatu s-a născut la 9 septembrie 1912 în Vălenii de Munte, județul Prahova. Urmează cursurile școlii primare în orașul natal, apoi Liceul Militar și Facultatea de Litere și Filosofie a Universității din București. Debutează la revista "Floarea de Foc" condusă de Sandu Tudor și în anul 1934 obține "Premiul Scriitorilor Tineri" pentru volumul de poezii "Memnon". În anii 1936-1937 este profesor suplinitor pentru limba română și filosofie la liceul "Cantemir Vodă" din București, iar între 1938-1940 redactor la "Enciclopedia României". Aderă la mișcarea legionară, a fost redactor la publicația Buna Vestire și participă la rebeliunea legionară din ianuarie 1941 împotriva generalului Antonescu. După eșuarea rebeliunii, părăsește țara ajungând în Germania, unde - în 1942 - este internat în lagărul de la Buchenwald, din care este eliberat o dată cu sfârșitul războiului.
În 1945, se stabilește la Freiburg im Breisgau, unde urmează cursuri de filosofie la Albert-Ludwigs-Universität cu Max Müller, discipol și urmaș la catedră al lui Martin Heidegger. În anii 1946-1948, ocupă funcția de lector de limbă și cultură română pe lângă catedra romanistului Hugo Friedrich. În următorii doi ani locuiește la Paris. Aici conduce secția literară a Institutului Român de Cercetări de pe lângă Sorbona, fiind unul din fondatorii lui alături de Mircea Eliade, Emil Cioran, Eugen Ionescu, Octavian Vuia, Edmond Jaloux, Marcel Brion ș.a. Între anii 1951 și 1961 trăiește în Spania, unde la Madrid desfășoară o multiplă activitate literară în limba română și în limba spaniolă, ca redactor al revistelor "Libertatea Românească" și "Fapta", luând parte la întemeierea caietului spaniol lunar de literatură "Punta Europa". Tot la Madrid este redactor al revistei "Oriente Europeo".
În 1961 se întoarce la Freiburg, unde rămâne până la sfârșitul vieții, susținând o neîntreruptă activitate literară. Între 1962 și 1966 este redactor pentru probleme de comunicare la "Forschungsstelle für Weltzivilisation". Colaborează la publicațiile românești ale exilului: "Revista scriitorilor români", "Limite", "Ethos" etc.
În cadrul congresului său anual din 1988, "Academia Româno-Americană de Științe și Arte" i-a conferit Premiul pentru Literatură, ținând seama de "permanenta sa contribuție la literatură în general și la cultura română în special".
Horia Stamatu a încetat din viață pe 8 iulie 1989, în apartamentul său din Freiburg.

## Opera

### Opera literară
În volumul de poezii "Memnon" (1934), scrise într-o lirică de factură ironic-fantezistă, Horia Stamatu aduce noutatea folosirii unui limbaj degajat, neutru, pentru a promova o discuție pe "tematica gravă a zădărniciei și limitelor existenței" (Eugen Lovinescu, "Istoria literaturii române 1900-1937"). Era o poezie de tradiție modernistă, cu o sursă ceva mai îndepărtată în simbolismul "decadent" al lui Jules Laforgue, la școala căruia se exersaseră și un Adrian Maniu sau - în primele sale poeme - un Tristan Tzara, și care se va regăsi mai tărziu în câteva accente și la Constant Tonegaru. După "Memnon" urmează o suită de imnuri în care sunt evocate forțele supraistorice, într-un moment când lumea intra într-o dezordine de idei rău prevestitoare. Ultimul din seria acestor poeme, "Moartea lui Pan" (1940), tratează amenințarea poeziei cu pieirea.
După dezastrul celui de al Doilea Război Mondial, Horia Stamatu trece de la lirismul strict la o alternanță a liricului cu epicul, mai întâi în poemul "Juvavum" (1945). În 1950 începe o dublă activitate literară și publicistică la Madrid, în limbile română și spaniolă. În poemul de largă întindere "Por la calzadas de Punta Europa" ("Pe marile drumuri ale Peninsulei iberice", 1956), lirica este mai puțin afectată de orizontul personal, care își găsește expresia în trei poeme orientate după anotimpul primăverii: "Final de marzo" ("Sfârșit de martie"), "Abril despierta" ("Aprilie se trezește") și "Exodo en mayo" ("Exod în mai"). În volumul "Punta Europa" (1969), autorul pleacă de la adaptarea spaniolă a Psalmului 136, alcătuită de poetul mistic San Juan de la Cruz sub titlul "Super Flumina Babylonis", dezvoltând cele două poziții etice fundamentale de reacție în fața "răului": ură sau transfigurare. În poemul "Dialoguri", Horia Stamatu exprimă atitudinea față de "Cuvânt", dincolo de literatură. În poezie, cuvântul are mereu posibilitatea de a-și depăși propria sa insuficiență, ceea ce este însăși funcția poeziei.

### Eseistică
Activitatea eseistică a lui Horia Stamatu cuprinde studii de filosofia literaturii, ca "Timp și literatură" sau "Între hieraticul mioritic și tendința orfică", studii de istoria literaturii și culturii românești în contextul european, analiza occidentului tradițional faustic, devenit tot mai negativ decis față de spațiul istoric de răscruce, cum este Sud-Estul european ("Cincisute de ani de la cădera Bizanțului", 1953; "Reflexiones de un seglar en la espera", 1959). Realitatea de bază românească este dezbătută în studiul "Țăranii" (1978) și în "Comportamentul românilor în istorie" (1984). O încercare de lămurire a sensului poeziei în contextul culturii și civilizației occidentale este conținută în comentariul la studiul lui Martin Heidegger, "Erläuterungen zu Hölderlins Dichtung".

## Publicații

### Poezie
Memnon, 1934; Moartea lui Pan, 1940; Juvanum, 1945; Râul, 1953; Por las calzadas de Punta Europa, 1956; Twist, 1963; Recitativ, 1965; Dialoguri, 1964; Punta Europa, 1969; Dialogos, 1971; Kairos, 1974: Jurnal, 1975; Discurs și excurs, 1978; Imperiul, 1981; Cantata învierii, 1982; Rugăciune de ziua Marianei, 1983; Cartea Regilor și Împăraților,1984

### Traduceri de poezie
Seis poemas de Hölderlin, 1957 și Pathmos de Hölderlin, 1975 (în limba spaniolă); Opera lirică a lui San Juan de la Cruz, 1978 (în limba română)

### Eseuri
Cinci sute de ani de la căderea Bizanțului, 1953; Reflexiones de un seglar e la espera, 1954; Ion Budai Deleanu, poet și gânditoe, 1968; Umorul negru și absurdul în literatură și folclor,1975; Timp și literatură, 1977; Români și Germani,1980; Nimicirea conștiinței prin aculturare, 1981; Cincizeci de ani: 1931-1982, 1982; Misterul Mioriței, 1982; Comportamentul Românilor în istorie, 1984; Istorie și mit, 1986; Biserica și religia la Români, 1985 (în colaborare cu Pr. Dr. Dumitru Ichim); Hölderlin și esența poeziei de Martin Heidegger, - traducere comentată și adnotată, 1981

### Reeditări postume
- Imperiul, București 1996
- Ego Zenovius, București 2001